# 丸尾站
丸尾站（日语：／ Maruo eki */?）是位於山口縣宇部市大字東岐波字切貫5034番，西日本旅客鐵道（JR西日本）的宇部線車站。

## 歷史
- 1924年（大正13年）8月17日 - 宇部鐵道（日语：宇部鉄道）本阿知須站（現時為阿知須站）至床波站之間開通，此站啟用[1]。
  - 當時車站地址為山口縣吉敷郡東岐波村（日语：東岐波村）切貫。
- 1943年（昭和18年）5月1日 - 宇部鐵道被國有化。成為國有鐵道宇部東線車站。
- 1947年（昭和22年）4月20日 - 開始貨物起卸業務[2]。
- 1948年（昭和23年）2月1日 - 宇部東線改名為宇部線，此站成為宇部線車站。
- 1954年（昭和29年）10月1日 - 東岐波村編入至宇部市，車站地址變為山口縣宇部市大字東岐波字切貫。
- 1987年（昭和62年）4月1日 - 伴隨國鐵分割民營化，車站由西日本旅客鐵道（JR西日本）營運。
- 2002年（平成14年）4月1日 - 成為簡易委託車站，委托JR西日本廣島Maintec（日语：JR西日本広島メンテック）負責車站業務。
- 2012年（平成24年）9月28日 - 成為無人車站。

## 車站構造
車站是一座地面車站，設有1面1線的單式月台。往宇部新川方向的列車會開啟右邊車門。此站曾經設有1面2線的島式月台，可進行列車交會，現時只剩下月台一面可使用（原下行線）。在原上行線部分位置建設了通道連接車站大樓。
車站大樓位於原上行線西邊靠近新山口一方。在成為無人車站之際，鐵道OB曾經發售車票，後來由於年事已高，使售票櫃臺關閉。在2004年，當地的銀齡人材中心被委托櫃臺業務，售票櫃臺復活，當時營業時間為平日早上7時至黃昏6時（為簡易委託車站，設有POS終端）。在2012年起再次成為無人車站。此站是由山口地域鐵道部管理。

## 使用狀況
以下為近年使用人次：
| 乘車人次變化 | 乘車人次變化 |
| 年度         | 1日平均人次  |
| ------------ | ------------ |
| 1999         | 531          |
| 2000         | 490          |
| 2001         | 440          |
| 2002         | 322          |
| 2003         | 335          |
| 2004         | 306          |
| 2005         | 299          |
| 2006         | 266          |
| 2007         | 253          |
| 2008         | 242          |
| 2009         | 254          |
| 2010         | 255          |
| 2011         | 265          |
| 2012         | 236          |
| 2013         | 243          |
| 2014         | 213          |
| 2015         | 227          |
| 2016         | 228          |
| 2017         | 216          |
| 2018         | 213          |

## 車站周邊
醫療機構
- 山口縣立精神健康醫療中心（日语：山口県立こころの医療センター）
- 宇部興產中央醫院（日语：宇部興産中央病院）

教育機構
- 宇部市立東岐波中學
- 宇部市立東岐波小學

金融機構
- 山口銀行東岐波出張所
- 西中國信用金庫東岐波分店

郵局
- 宇部吉田郵局

## 相鄰車站
西日本旅客鐵道（JR西日本）
■宇部線
岐波－丸尾－床波

## 注腳
1. 1 2  「通運：地方鉄道運輸開始」『官報』1924年8月28日（國立國會圖書館數碼化收藏）
2. ↑  「運輸省告示第92号」『官報』1947年4月9日（國立國會圖書館數碼化收藏）
3. ↑  山口縣統計年鑑

## 外部連結
- 丸尾｜車站資訊：JR出門網 - 西日本旅客鐵道（日語）